# 龙山寺 (株洲市)
龙山寺坐落在中华人民共和国湖南省株洲市荷塘区，是一座汉传佛教禅宗寺院。

## 沿革
梁武帝（464年–549年）时期，龙山寺第一次建立。
明朝万历年间（1573年–1620年），龙山寺重建。
清朝光绪七年（1881年），龙山寺再次重建。
2003年起，龙山寺开始第四次重建。

## 伽蓝
龙山寺现存建筑包括：山门、天王殿、钟楼、鼓楼、大雄宝殿、观音殿、斋堂等。